# Česko ve válce proti terorismu
Česká republika se po teroristických útocích 11. září 2001 jako člen Severoatlantické aliance připojila k mezinárodní vojenské kampani, označované jako válka proti terorismu, kterou začaly Spojené státy americké proti islamistickým teroristickým skupinám. Česko se ve válce proti terorismu zúčastnilo několika zahraničních misí, z nichž některé dosud trvají.
V České republice nedošlo k žádnému zaznamenanému islamistickému teroristickému útoku, nicméně byly na jejím území registrovány vážné případy sympatizantů teroristických skupin. Dva čeští občané (Omar Shehadeh a Fátima Hudková) se během občanské války v Sýrii připojili k Frontě an-Nusrá, odnoži al-Káidy. Kromě vojenských ztrát zahynulo v zahraničí vlivem mezinárodního terorismu také několik českých civilistů.

## Seznam intervencí AČR[1][2]
- Kuvajt (operace Trvalá svoboda) (březen 2002 - červen 2003)
- Afghánistán (válka v Afghánistánu) (duben 2002 - duben 2003; březen 2004 - červen 2021)
- Irák (válka v Iráku) (duben 2003 - únor 2009)
- Velká Británie/Španělsko (operace Atalanta) (leden 2010 - červenec 2020)
- Mali (válka v Mali) (duben 2013 - současnost)
- Irák (občanská válka v Iráku) (červen 2016 - březen 2020; říjen 2020 - současnost)